# Highway Patrolman
"Highway Patrolman" je pjesma Brucea Springsteena s njegova albuma Nebraska iz 1982.
Pjesma govori o Joeu Robertsu, patroleru na autocesti iz čijeg je kuta pjesma napisana - i njegovu bratu, Frankieju, a smještena je u Perrineville u Ohio u šezedesetima. Frankie je opisan kao samovoljan te često izaziva ili nalijeće na nevolje, dok je Joe zreliji, razboritiji brat koji mu uvijek pritječe u pomoć.
Frankie 1965. odlazi u Američku vojsku (iako se to ne spominje eksplicitno, vjerojatno odlazi u Vijetnam), dok se Joe brine za farmu i oženi djevojku zvanu Maria (koja je, kako se to u pjesmi implicira, u određeno vrijeme privlačila oba brata). Međutim, nakon tri godine pada cijena pšenice što prisiljava Joea da napusti farmu i zaposli se kao patroler na autocesti; u međuvremenu, Frankie napušta vojsku i vraća se kući. Jedne noći, Joe prima poziv i posjećuje bar gdje je napadnut i možebitno ubijen dječak, a svjedoci kao ubojicu identificiraju Frankieja koji je pobjegao. Joe se daje u potjeru za bratom kroz ruralni Michigan sve dok ne dolaze do kanadske granice koju Frankie prelazi; implicira se kako ga je Joe pustio da pobjegne; kako to stihovi sugeriraju, "when it's your brother, sometimes you look the other way" i "Man turns his back on his family, well he just ain't no good."
Kao i cijeli album, pjesma je snimljena na Springsteenovu kasetofonu s namjerom da se izvede za album u grupnom aranžmanu; međutim, došlo se do zaključka kako je demoverzija bolja od one grupne, a album je kasnije objavljen u originalnom obliku. Pjesmu karakterizira ista teška atmosfera kakva dominira cijelim albumom, a odsvirana je vrlo tihom usnom harmonikom i akustičnom gitarom.
Springsteen je samo jednom izveo pjesmu tijekom američkog dijela turneje sa Seeger Sessions Bandom, a izvedba je objavljena na albumu Bruce Springsteen with The Sessions Band: Live in Dublin iz 2007. Kritičar Rolling Stonea Andy Greene pohvalio ju je kao "fantastičnu, možda definirajuću" u svojoj inkarnaciji country tužaljke.
Sean Penn je scenarij svojeg debitantskog redateljskog ostvarenja Zla krv (1991.) temeljio na priči iz pjesme. Penn je i režirao glazbeni spot pjesme koji se pojavljuje na izdanju Video Anthology / 1978-88.
Pjesmu su obradili Johnny Cash i Dar Williams.

## Vanjske poveznice
- Stihovi "Highway Patrolman"  Arhivirana inačica izvorne stranice od 9. ožujka 2009. (Wayback Machine) na službenoj stranici Brucea Springsteena